# Koszty zmienne
Koszty zmienne (ang. variable costs) – koszty, które zmieniają się wraz ze zmianą wielkości produkcji (przy czym pojęcie „produkcji” nie ogranicza występowania tej kategorii kosztów do podmiotów produkcyjnych).
Przykładami kosztów zmiennych są:
- zużycie materiałów bezpośrednich w produkcji,
- zużycie paliwa i energii technologicznej,
- wynagrodzenia pracowników zatrudnionych w systemie akordowym

Ponieważ koszty całkowite (ang. total costs) równają się sumie kosztów stałych (ang. fixed costs) i kosztów zmiennych, stąd można powiedzieć, że koszty zmienne obejmują te wszystkie rodzaje kosztów w przedsiębiorstwie, które nie wchodzą w skład kosztów stałych. Informacje o kosztach zmiennych i stałych wykorzystywane są na potrzeby podejmowania decyzji krótkookresowych oraz rachunku kosztów zmiennych.
Od 2002 roku w Polsce podział ten stosuje się w rachunkowości finansowej do obliczania kosztu wytworzenia.